# Riu Bomu
El riu Bomu o Mbomou és un llarg riu de l'Àfrica central, una de les fonts del riu Ubangui, al seu torn afluent del riu Congo, que forma durant tot el seu curs la frontera entre el nord de la República Democràtica del Congo i el sud de la República Centreafricana (on s'anomena Mbomou).
Naix a la trifrontera entre Sudan del Sud, la República Democràtica del Congo i la República Centreafricana i discorre en general en direcció oest, descrivint una lleugera corba de 966 km de longitud per les sabanes per reunir-se a Yakoma al riu Uele, i donar naixement a l'Ubangui.

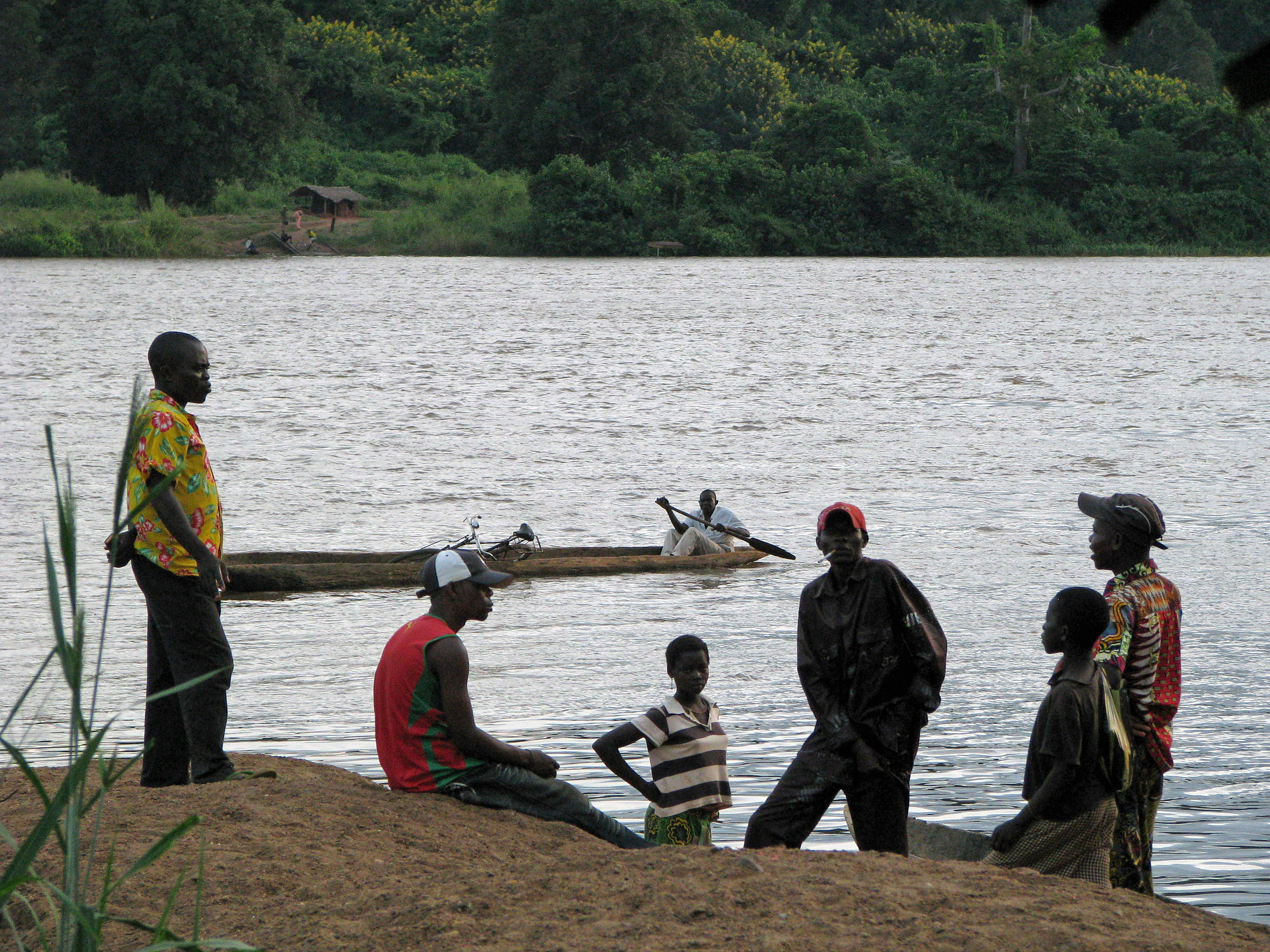
Pescadors enfront del riu Mbomou i la frontera de la República Democràtica del Congo a Bangassou (República Centreafricana)

Les aigües del riu Bomu són més clares que les del Uele, i ambdues romanen amb les seues tonalitats diferents sense barrejar-se del tot al llarg d'alguns quilòmetres del riu Ubangui.
El riu dona nom a les prefectures d'Haut-Mbomou i Mbomou.
Els seus principals afluents arriben quasi tots de la República Centreafricana, pel marge dret, com els rius Mbokou, Ouara, Chinko (420 km) i Mbari; i pel marge esquerre, hi arriben el riu Asa, quasi en la desembocadura el riu Bili.
El riu Bomu forma el límit de la Reserva de fauna de Bomu (amb dues seccions, oriental i occidental) de la República Democràtica del Congo.